# Bethel Yochib
Bethel Yochib är en ort i Mexiko.   Den ligger i kommunen Chilón och delstaten Chiapas, i den sydöstra delen av landet, 800 km öster om huvudstaden Mexico City. Bethel Yochib ligger 181 meter över havet och antalet invånare är 438.
Terrängen runt Bethel Yochib är huvudsakligen kuperad, men åt nordost är den bergig. Runt Bethel Yochib är det ganska tätbefolkat, med 54 invånare per kvadratkilometer. Närmaste större samhälle är Belisario Domínguez, 19,1 km norr om Bethel Yochib. I omgivningarna runt Bethel Yochib växer i huvudsak städsegrön lövskog.